# Katie Hall
Katie Hall (Mercer Island (Washington), 6 de enero de 1987) es una ciclista estadounidense que debutó como profesional en 2014.
En 2013 comenzó a destacar en diversas carreras amateurs del calendario estadounidense lo que la dio acceso a dedutar como profesional con el UnitedHealthcare en 2014. Sus primeras victorias profesionales llegaron en la temporada 2015, y en 2016 se hizo con su primera clasificación general al hacerse con el Tour Femenino de San Luis donde además ganó la etapa reina final. En 2020 anunció su retirada para estudiar en la universidad.

## Palmarés
2015
- 1 etapa del Tour Femenino de San Luis
- 1 etapa del Tour de California
- 1 etapa del Tour de Turingia femenino

2016
- Tour Femenino de San Luis, más 1 etapa

2017
- 2 etapas del Tour de Gila
- 1 etapa del Tour de California

2018
- Joe Martin Stage Race Women, más 1 etapa
- Tour de Gila, más 1 etapa
- Tour de California, más 1 etapa

2019
- 1 etapa del Tour de California

## Resultados en Grandes Vueltas y Campeonatos del Mundo
Durante su carrera deportiva consiguió los siguientes puestos en las Grandes Vueltas femeninas y en los Campeonatos del Mundo en carretera:
| Carrera         | Carrera         | 2014 | 2015 | 2016 | 2017 | 2018 | 2019 | 2020 |
| --------------- | --------------- | ---- | ---- | ---- | ---- | ---- | ---- | ---- |
|                 | Giro de Italia  | 67.ª | —    | —    | —    | —    | 7.ª  | —    |
|                 | Tour de l'Aude  | X    | X    | X    | X    | X    | X    | X    |
|                 | Grande Boucle   | X    | X    | X    | X    | X    | X    | X    |
| Mundial en Ruta | Mundial en Ruta | —    | —    | —    | Ab.  | 21.ª | 71.ª | —    |

—: no participa

Ab.: abandono

X: ediciones no celebradas

## Equipos
- UnitedHealthcare (2014-2018)
  - UnitedHealthcare Professional Cycling Team (2014-2015)
  - UnitedHealthcare Professional Women's Cycling Team (2016-2018)
- Boels-Dolmans (2019-2020)